# Пиетрошани (Прахова)
Пиетрошани (рум. Pietroșani) насеље је у Румунији у округу Прахова у општини Пукениј Мари. Oпштина се налази на надморској висини од 101 m.

## Становништво
Према подацима из 2002. године у насељу је живело 2500 становника, од којих су сви румунске националности.